# Anas acuta
El ánade rabudo (Anas acuta), también denominado pato rabudo, pato golondrino norteño, pato rabilargo, pato pescuecilargo, pato de cola puntiaguda o pato cola de gallo, es una especie de ave anseriforme migratoria de la familia Anatidae que cría en el norte de Eurasia y Norteamérica. Suele pasar el invierno en el sur de Europa, África del Norte, Centroamérica y buena parte de Asia tropical y subtropical. A pesar de ser una especie tan ampliamente distribuida no se le diferencia en subespecies, si se considera al pato de Eaton una especie separada.
Se trata de un ánade grande, con una cola larga y apuntada que le da su nombre común y científico. Todas sus denominaciones aluden a las dos largas plumas negras de la cola de los machos, que en vuelo parecen una sola y miden un cuarto de la longitud total del pato. Son voladores rápidos y gráciles, con largas alas, cabeza pequeña y cuello largo que favorecen su aerodinámica. Ambos sexos tienen el pico de color gris azulado y las patas grises. El macho se distingue por su cabeza y cuello marrón, con una línea blanca que conecta con el blanco de su vientre, mientras que su espalda y costados presentan un patrón gris y negro. Por su parte, la hembra tiene un plumaje más discreto, con tonos pardos y grisáceos, similar al de otras hembras de patos de superficie. Las hembras emiten un graznido tosco y los machos un silbido aflautado.
El ánade rabudo es un ave de humedales abiertos que anida en el suelo, con frecuencia alejado del agua. Se alimenta de las plantas que alcanza sumergiendo la cabeza mientras nada en la superficie del agua, complementando su dieta con pequeños invertebrados en la estación de cría. Es muy gregario cuando no está criando y forma grandes bandadas junto a otras especies de patos. La población de este ánade se ve afectada principalmente por los depredadores, los parásitos y las enfermedades aviares. A pesar de todo, su enorme área de distribución y su gran población implica que no esté globalmente amenazado.

## Taxonomía
Esta especie fue descrita científicamente por primera vez en 1758 por Linneo en su obra Systema naturae, y su nombre científico procede de dos palabras latinas: anas, que significa «ánade», y acuta, que significa «afilado» al igual que, como su nombre en español, hace referencia a la cola puntiaguda del macho.
Pertenece al género Anas, al que pertenecen otros patos nadadores, y sus parientes más cercanos son el pato piquidorado (A. georgica) y el pato de Eaton (A. eatoni). Estos patos de cola larga han sido clasificados por algunos expertos en un género aparte llamado Dafila (descrito por Stephens en 1824), debido a sus diferencias morfológicas, moleculares y de comportamiento.
En contra de lo esperable para una especie de tan amplio área de distribución, el ánade rabudo no tiene subespecies. En el pasado, se consideraba al pato de Eaton como una subespecie de ánade rabudo pero en la actualidad se le considera una especie aparte. El dimorfismo sexual de la especie es más acusado en los ejemplares del hemisferio norte que en los del hemisferio sur, donde el plumaje reproductivo del macho es más parecido al de las hembras.

## Descripción

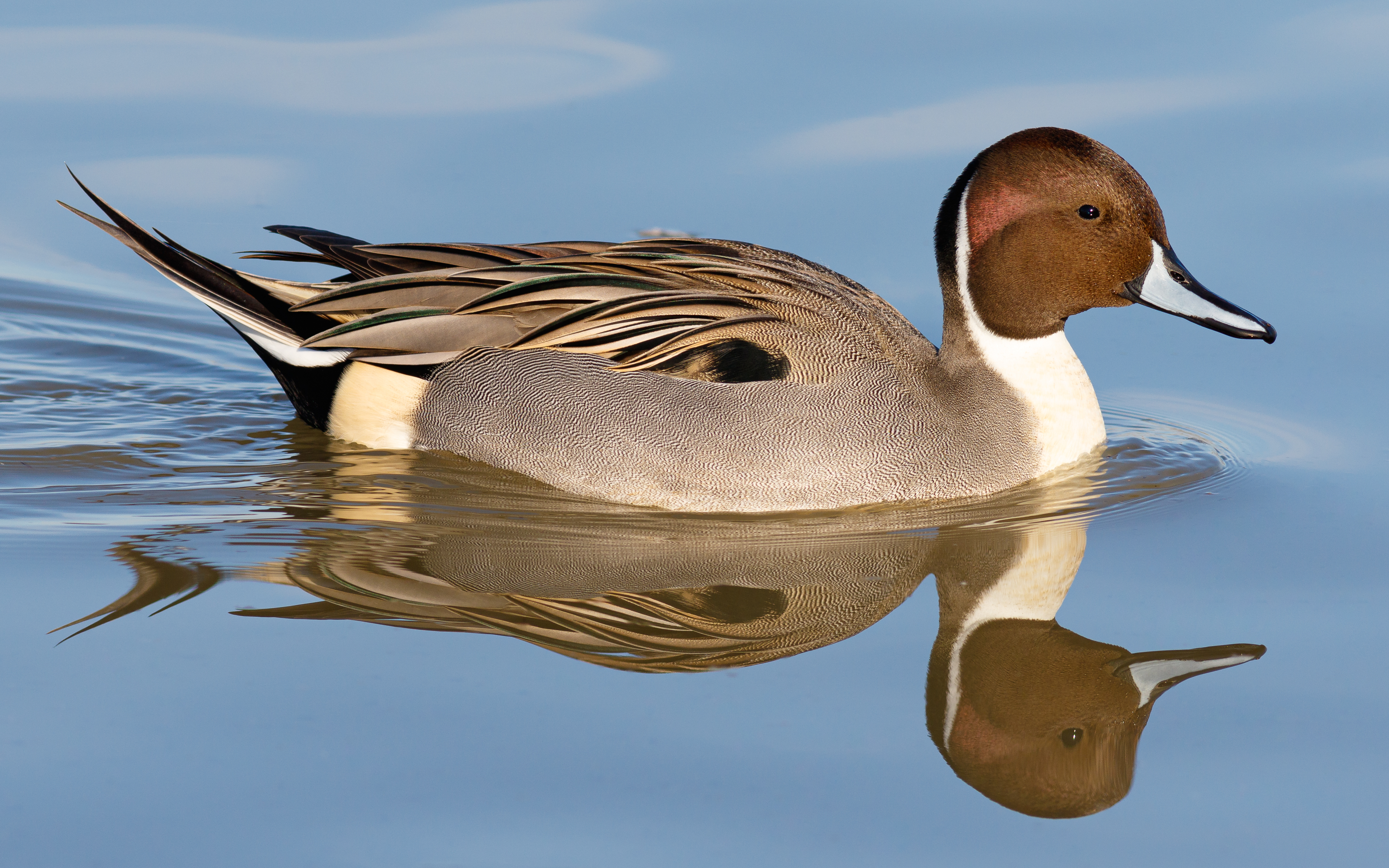
Macho en California, Estados Unidos.

El ánade rabudo es un ave bastante grande, que tiene una cuerda máxima alar de 23-28 cm y una envergadura de 79-87 cm. Los machos miden entre 59-76 cm de largo y pesan desde 450 hasta 1360 g, son considerablemente más grandes que las hembras que miden entre 51 a 64 cm de largo y pesan 454 a 1135 g. El macho en plumaje nupcial tiene la cabeza y parte superior del cuello de color marrón chocolate, mientras que el resto de su cuello, pecho y vientre son blancos, con una línea blanca que se prolonga hacia la nuca a lo largo de los laterales del cuello. Las partes superiores de su cuerpo y los costados son de color principalmente de color gris, aunque las plumas de la espalda tienen el centro negro y al ser largas le dan un aspecto desgreñado a la zona. En cambio la cola es de color negro, con las plumas centrales largas, hasta una longitud de 10 cm. Su pico es azulado y las patas son gris azuladas.
Las hembras adultas son principalmente de color marrón claro moteado y veteado con la cabeza grisácea, y su cola apuntada es más corta que la de los machos. A pesar de ser similares a otras hembras de pato, son fáciles de identificar por la forma y longitud de su cuello y su largo pico gris. 

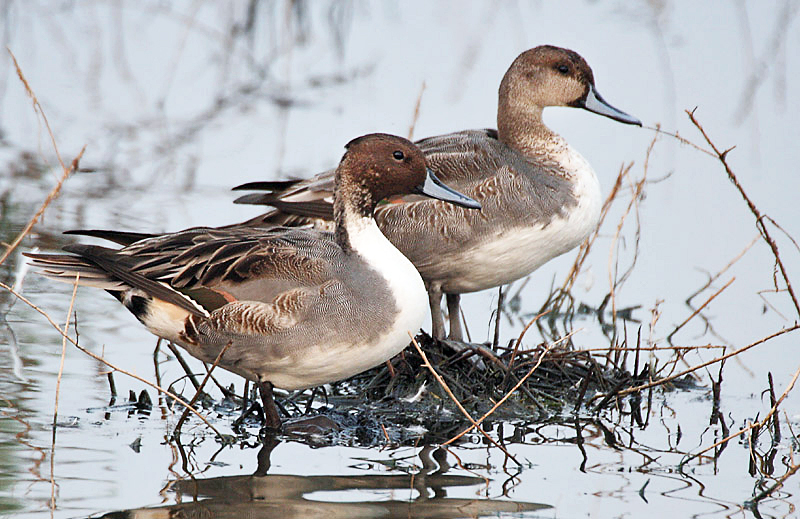
Machos con plumaje no reproductivo pasando el invierno en el estado de Haryana, India.

El plumaje de eclipse de los machos es similar al de las hembras, aunque mantienen el patrón de la parte superior de las alas y las plumas largas grises de los hombros. Los juveniles se parecen a las hembras, pero con las vetas menos marcadas y tienen el espejuelo de un color marrón más apagado y con los bordes más estrechos.
Los ánades rabudos andan bastante bien sobre tierra y nadan con ligereza. Vuelan muy rápido, extendiendo sus alas ligeramente hacia atrás, al contrario que otros patos que las colocan perpendiculares al cuerpo. En vuelo los machos muestran un espéculo negro con bordes blancos en la parte trasera y rojizo pálido en la delantera, mientras que el espéculo de las hembras desde color pardo oscuro con el borde blanco, estrecho en la parte frontal pero más ancho en parte posterior, que es visible a una distancia de 1600 m.
La llamada del macho es un silbido suave prup-prup, similar a la de la cerceta común, mientras que la hembra emite un cuac descendente parecido al del ánade real, y un graznido bajo cuando está enardecido.

## Distribución y hábitat

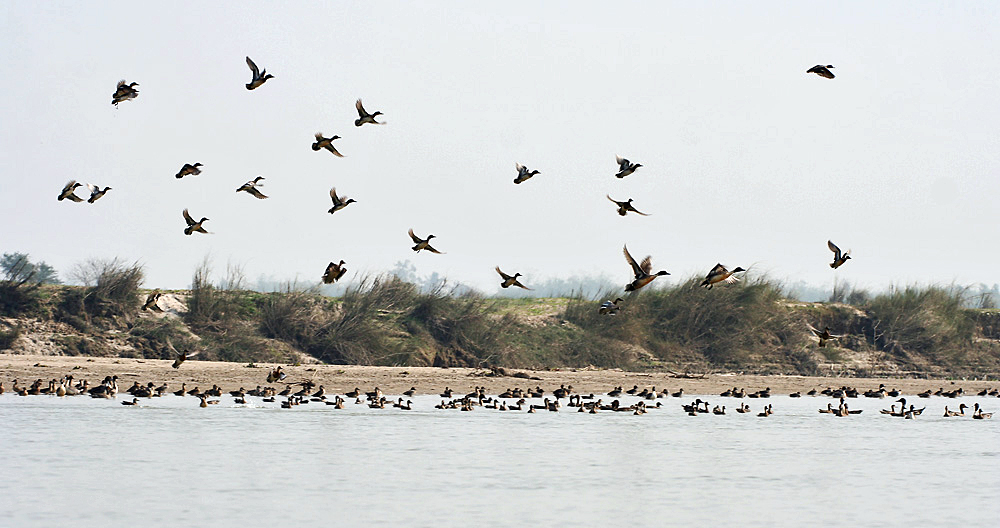
Ánades rabudos invernando en el oeste de Bengala Occidental.

El ánade rabudo realiza migraciones de larga distancia. Este ánade cría en las regiones del norte de Eurasia; puede llegar hasta Polonia y Mongolia por el sur. En Norteamérica cría en Canadá, Alaska y el Medio Oeste. Generalmente pasa el invierno al sur de su área de cría; puede llegar casi hasta el ecuador desde Panamá, el norte del África subsahariana y el Asia meridional tropical. Migran en pequeñas cantidades a las islas del Pacífico, principalmente a Hawái, donde pasan el invierno unos pocos cientos en las islas principales en humedales poco profundos y tierras de cultivo inundables. También realizan viajes transoceánicos. Un ánade capturado y anillado en Labrador, Canadá, recibió un disparo en Inglaterra nueve días después y aves anilladas en Japón se han recuperado en seis estados de EE. UU., incluyendo Utah y Misisipi en el este. En algunas partes de su área de distribución, como Reino Unido y el noroeste de Estados Unidos, los ánades rabudos están presentes todo el año.
El hábitat de cría de ánade rabudo son los humedales sin bosques, como herbazales húmedos, márgenes de los lagos o la tundra. En invierno están presentes en una variedad de hábitats abiertos más amplia, como los estuarios abrigados, marismas salobres y lagunas costeras. Es muy gregario fuera de la estación de cría y forma bandadas mixtas con otras especies de patos.

## Comportamiento

### Reproducción

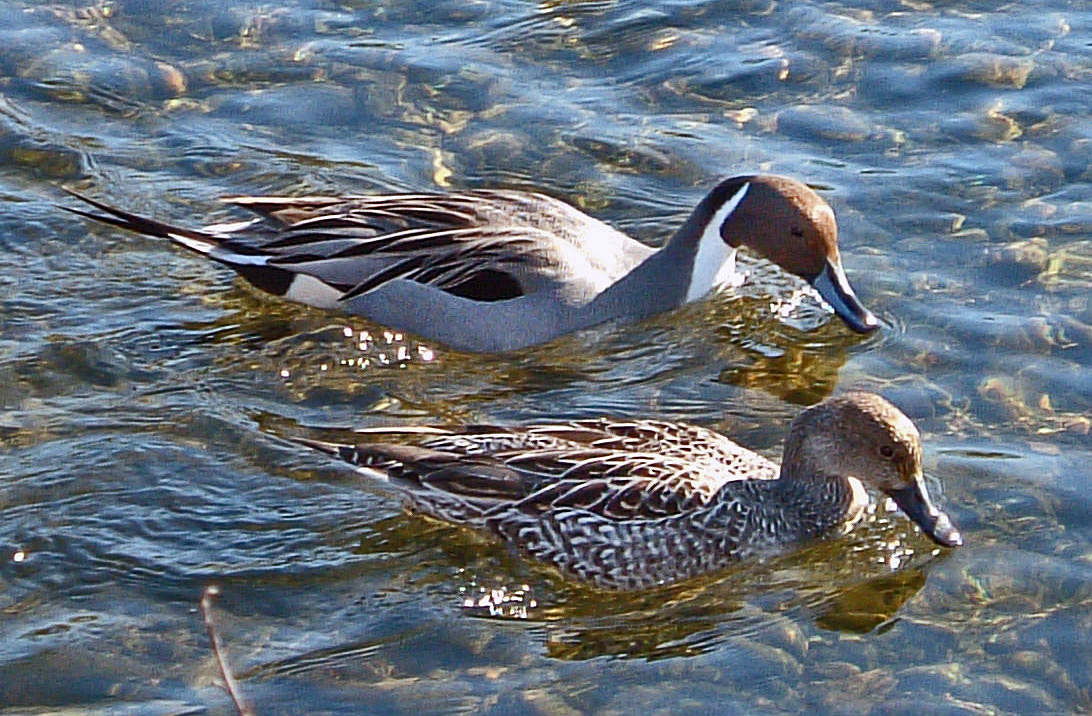
Pareja reproductora.

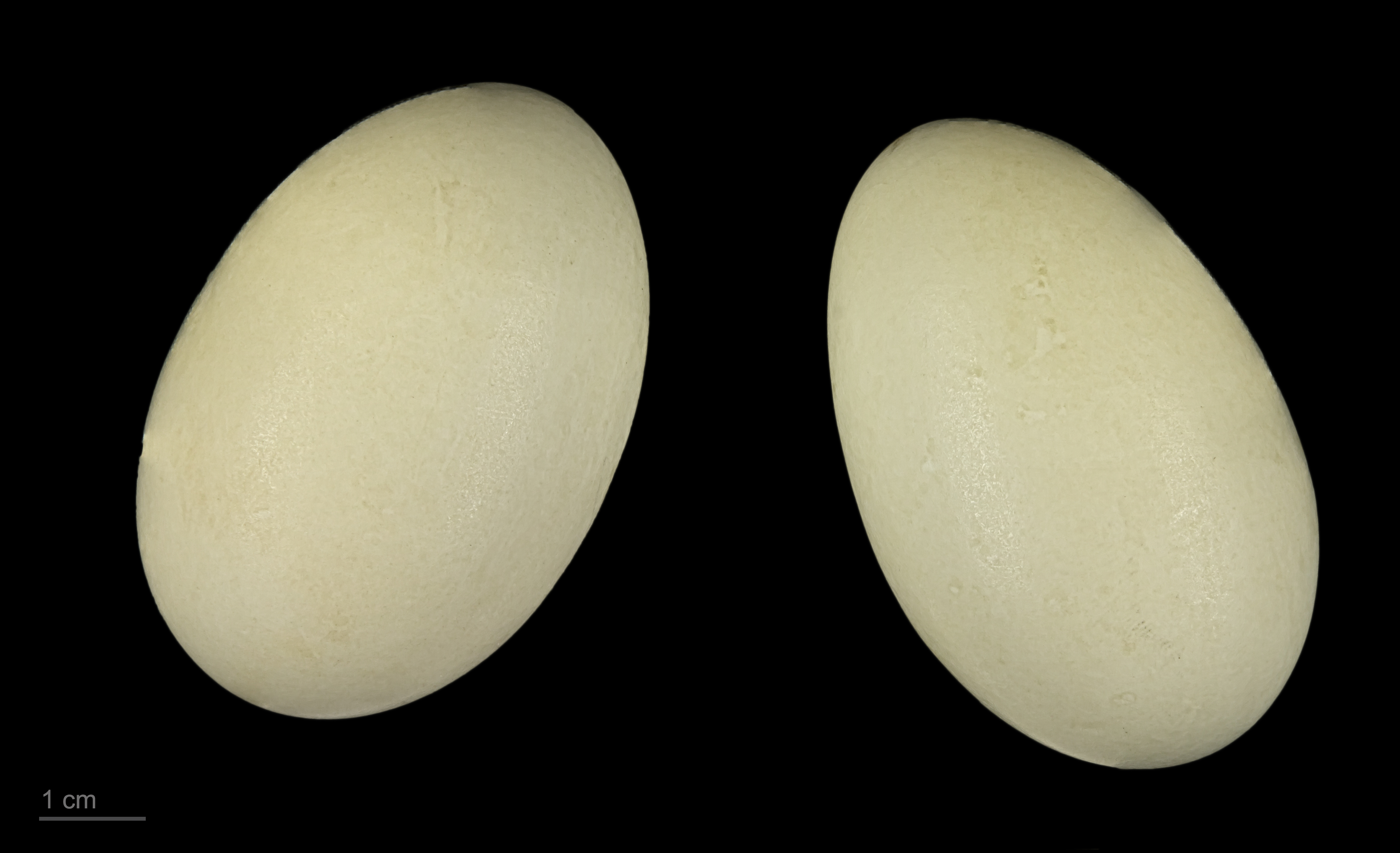
Huevos de Anas acuta en el Museo de Historia Natural de Toulouse.

Ambos sexos alcanzan la madurez sexual al año de edad. La exhibición del macho consiste en nadar cerca de la hembra con la cabeza baja y alzada, silbando continuamente. Si hay un grupo de machos persiguen a la hembra volando hasta que quede solo uno. La hembra se prepara para la cópula, que tiene lugar en el agua, bajando su cuerpo; el macho luego mueve la cabeza hacia arriba y abajo y monta a la hembra, llevándose las plumas de la parte posterior de la cabeza a la boca. Después del apareamiento, levanta la cabeza y la espalda y silba.
La época de cría es entre abril y junio. Construyen el nido en el suelo escondido entre la vegetación en un lugar seco, con frecuencia a cierta distancia del agua. Consiste en un hoyo poco profundo recubierto de materia vegetal y plumón. La hembra pone cada día un huevo hasta un total de siete a nueve huevos de color crema. Los huevos miden 55 x 38 milímetros y pesan unos 45 gramos, de los cuales el 7% corresponde a la cáscara. Si los depredadores destruyen la primera puesta la hembra puede poner una segunda, como muy tarde a finales de julio.
La hembra incuba los huevos sola de veintidós a veinticuatro días. Los pollos, que son nidífugos y están cubiertos de plumón, son conducidos por la hembra hacia la masa de agua más cercana, donde se alimentarán principalmente de insectos. Los pollos se desarrollan en unos cuarenta y seis o cuarenta y siete días tras la eclosión, aunque permanecen con la hembra hasta que ella haya completado la muda.
Alrededor de tres cuartas partes de los pollos sobreviven hasta completar el desarrollo, pero solo la mitad de ellos vive lo suficiente para alcanza la madurez sexual. La edad máxima registrada es de veintisiete años y cinco meses en un pato en los Países Bajos, pero la longevidad media en la naturaleza suele ser más corta, y probablemente es similar a la de otros patos como los ánades reales, que suelen vivir dos años.

### Alimentación

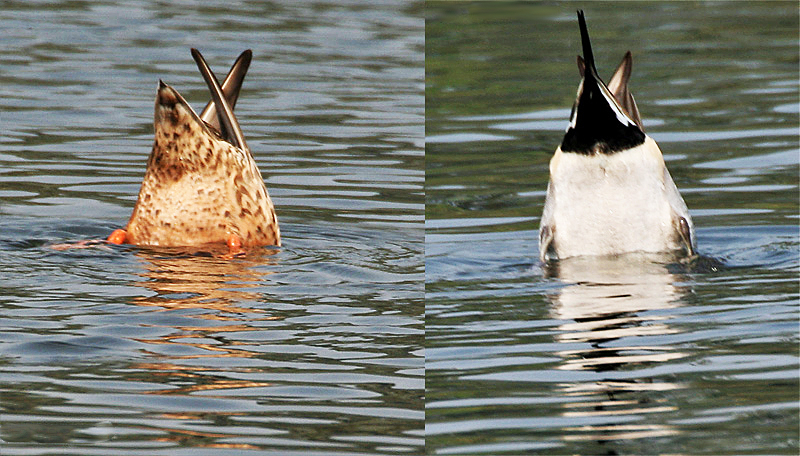
Ambos sexos boca abajo alimentándose (macho a la derecha).

Los ánades rabudos se alimentan en la superficie y sumergiendo su cabeza mientras la parte inferior de su cuerpo permanece fuera del agua tomando las plantas de fondos poco profundos, principalmente al atardecer y la noche, por lo que pasa la mayoría del día descansando. Su largo cuello le permite alcanzar comida de fondos de hasta 30 cm de profundidad, que está más allá del alcance de otros patos de superficie como los azulones.
La dieta de invierno está principalmente compuesta por materias vegetales como semillas y rizomas de plantas acuáticas, además el ánade rabudo algunas veces se alimenta de raíces, grano y otras semillas en los campos, aunque con menos frecuencia que otros patos del género Anas. Durante la estación de cría estos patos comen principalmente invertebrados, como los insectos acuáticos, moluscos y crustáceos.

## Amenazas

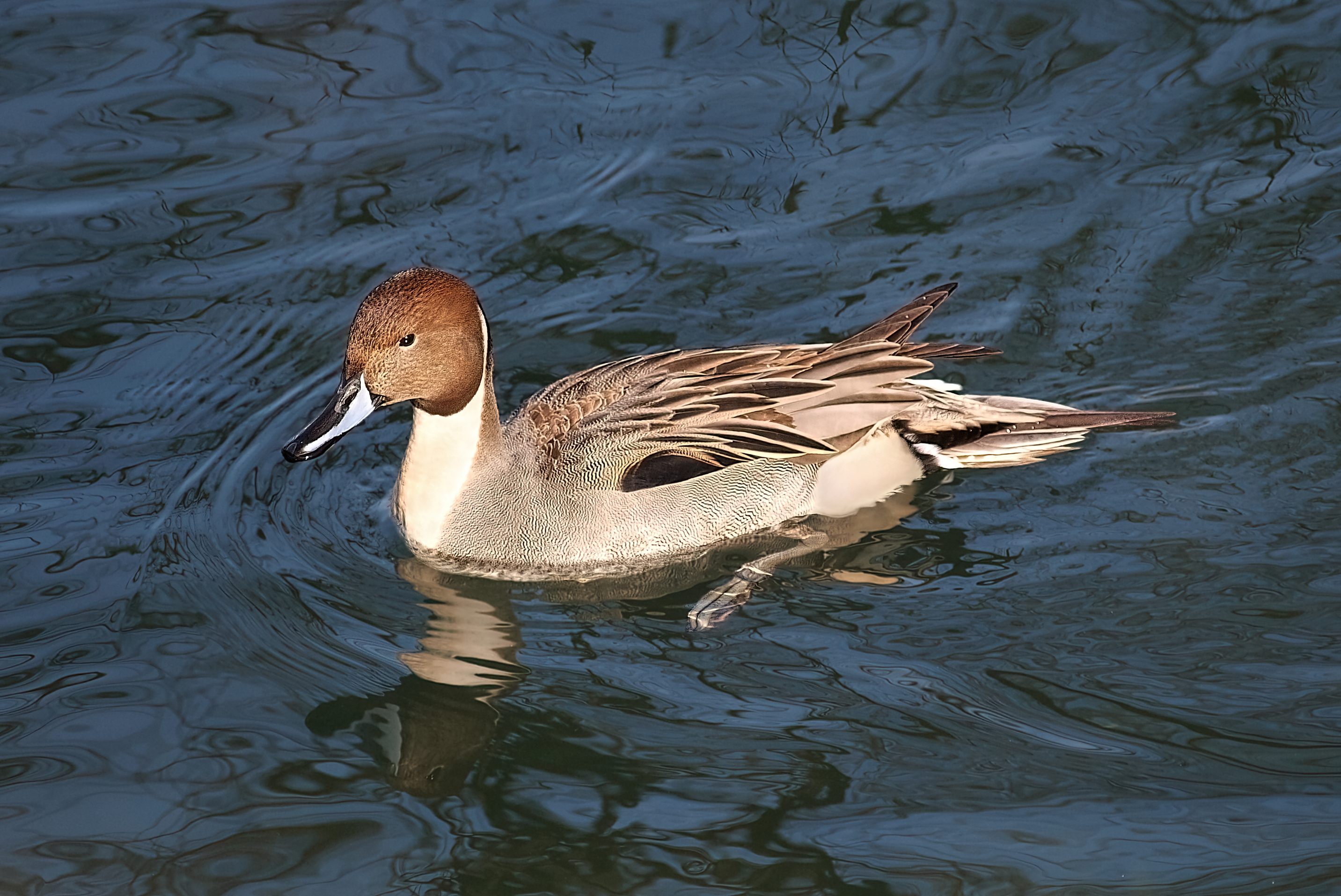
Macho pasando el invierno en el río Ljubljanica.

Los nidos y pollos de ánade rabudo son vulnerables a los mamíferos depredadores, como los zorros, tejones, y otras aves como las gaviotas, cuervos y urracas. Los adultos puede alzarse en vuelo para escapar de los depredadores terrestres, pero las hembras que están incubando pueden ser sorprendidas por carnívoros como los linces. Las grandes rapaces como los azores comunes pueden atrapar a estos patos del suelo, y algunos halcones como el halcón gerifalte tienen la velocidad y la fuerza suficiente para cazarlos al vuelo.

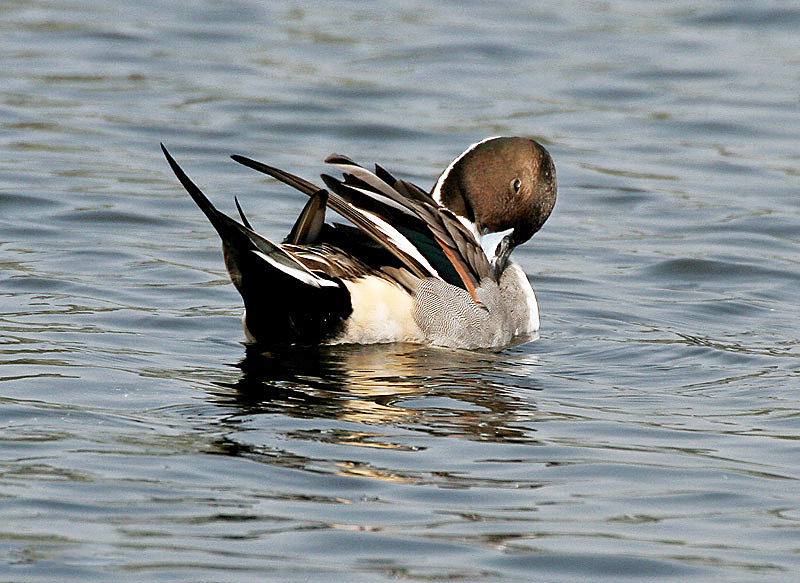
Macho acicalándose.

Es susceptible al ataque de un gran espectro de parásitos como los Cryptosporidium, Giardia, cestodos, parásitos chupadores de sangre y piojos de las plumas, y además puede ser afectado por otras enfermedades aviares. A menudo es la especie que sufre la mayor mortalidad en las epidemias de botulismo aviar y cólera aviar, y también puede contraer la gripe aviaria, la cepa H5N1 que también puede afectar a los humanos.
El ánade rabudo es un preciado trofeo de caza debido a su velocidad, agilidad y su calidad como alimento, por lo que es cazado en todo su área de distribución. Aunque es una de las especies de patos más numerosas del mundo, la combinación de la caza y otros factores están produciendo el descenso de su población, y se han realizado restricciones locales a la caza para ayudar a conservar algunas poblaciones.
La preferencia de esta especie por los hábitats con aguas poco profundas lo hace vulnerable a problemas como la sequía o la destrucción de la vegetación acuática, por lo que el hábitat de este ánade podría verse amenazado por el cambio climático. Sus poblaciones también están amenazadas por la conversión de los humedales y herbazales en tierras de cultivo, que priva a estos patos de zonas de alimentación y cría. En efecto, la siembra de primavera provoca que muchos nidos de este pato de cría temprana sean destruidos por las actividades agrícolas. En Manitoba, Canadá, se han observado nidos destruidos por este motivo, sobre todo por el uso de arados y gradas.

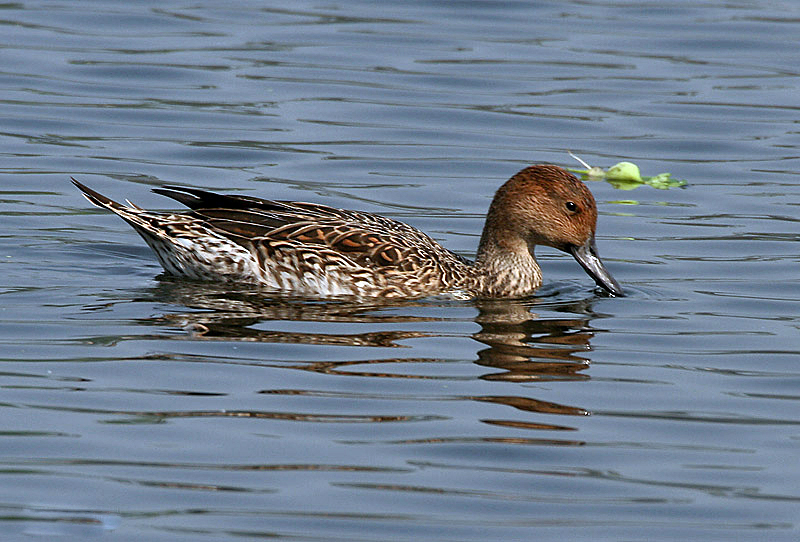
Hembra en Calcuta, Bengala occidental, India.

La caza con perdigones de plomo, además del uso de pesas de plomo en la pesca, se ha demostrado como la mayor causa de envenenamiento por plomo en las aves acuáticas, al depositarse los perdigones en el fondo de los lagos y humedales donde se alimentan los patos. Un estudio de España publicado en 1997, mostró que el ánade rabudo y el porrón común eran las especies con mayores niveles de plomo debidos a la ingestión de perdigones de plomo, y eran más altos que en otros países europeos donde los cartuchos con perdigones de plomo ya se habían prohibido. En Estados Unidos, Canadá y muchos países de Europa occidental los cartuchos de caza de aves que se usen en los humedales deben estar libres de metales pesados como el plomo.

## Estado de conservación
El ánade rabudo está presente en un gran área de distribución, estimada en 41 900 000 km², y su población se estima entre 4.7 y 4.8 millones de individuos. Por lo tanto, no se cree que reúna el otro criterio de la Lista Roja de Especies Amenazadas de la UICN, que es un descenso de población del 30% en diez años o tres generaciones, por lo que está catalogado como especie de preocupación menor.

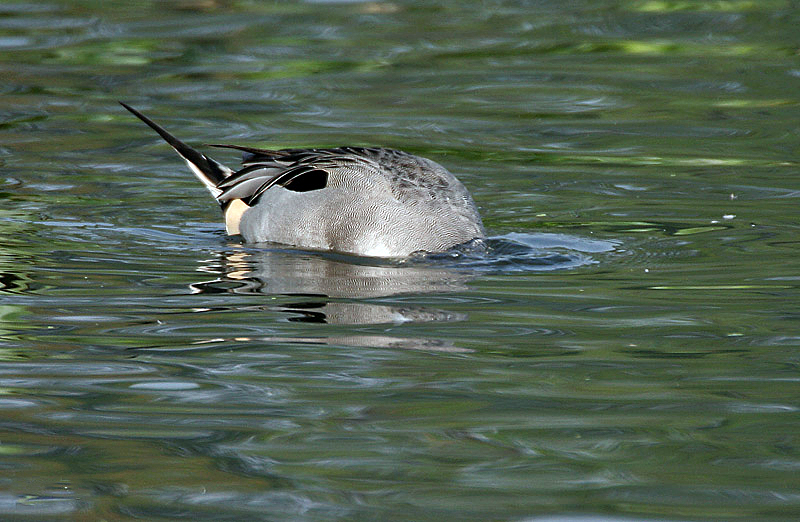
Macho alimentándose.

En el Paleártico, las poblaciones reproductoras se están reduciéndo en la mayor parte de su área de distribución, incluido su mayor bastión en Rusia, las demás o son estables o sometidas a fluctuaciones.
En Norteamérica, los ánades rabudos se han visto afectados gravemente por enfermedades aviares, con una disminución de las poblaciones reproductoras de más de diez millones en 1957 a tres millones y medio en 1964. Aunque la especie se ha recobrado de estos tasas tan bajas la población reproductora en 1999 era un 30% inferior a la media en los registros. En 1997 aproximadamente un millón y medio de aves acuáticas, la mayoría de ellas ánades rabudos, murieron de botulismo en dos brotes en Canadá y Utah.
El ánade rabudo es una de las especies a las que se le aplica el Acuerdo sobre conservación de las aves acuáticas migratorias euroasiáticas y africanas (AEWA), aunque no goza de ningún estatus especial en la convención sobre el tráfico de especies amenazadas de la fauna y flora silvestres (CITES), que regula el comercio internacional de especímenes de animales y plantas salvajes.